# Església de San Quirce (Segòvia)
L' església de San Quirce és un edifici d'estil romànic del segle segle xii, ubicat a la ciutat de Segòvia, al carrer Alta de Capuchinos. Abandonat el seu culte i convertida en paller i magatzem, va ser adquirida el 1927 per instal·lar-hi la seu de la Universitat Popular Segoviana i els seus tallers i, alhora, salvar el valuós edifici de la seva més que probable desaparició. El projecte de restauració el va dirigir l'arquitecte Francisco Javier Cabello Dodero.

## Història
Emplaçada a la part alta de la ciutat de Segòvia i no gaire lluny de la "parroquia de la Trinitdad" i les de Sant Miguel i Sant Nicolás, Cabello Dodero especulava amb la possibilitat que es tractés, a l'origen, d'un temple més antic que el de la Santíssima Trinitat, en ser el de Sant Quirce un santuari més petit i modest.
Desapareguda com a temple de culte el 1847, va passar per diversos propietaris i usos. El 1884, José María Quadrado va escriure de la seva capella major: "...avui profanament convertida en paller...", i el 1912, Carlos de Lecea, la va descriure així: "...no sent avui més que un miserable magatzem de palla a càrrec de les Factories Militars d'aquesta plaça. . ." . El 1927 va ser recuperada de l'abandó, encara que no el seu culte, per un grup d'intel·lectuals, professors i artistes, majoritàriament segovians o residents a la ciutat, per allotjar els tallers de la Universitat Popular Segoviana. Des del tercer quart del segle XX és seu de la Reial Acadèmia d'Història i Art de San Quirce, com a centre d'estudis locals de Segòvia integrat a l'Institut d'Espanya des del 1996.

## Descripció

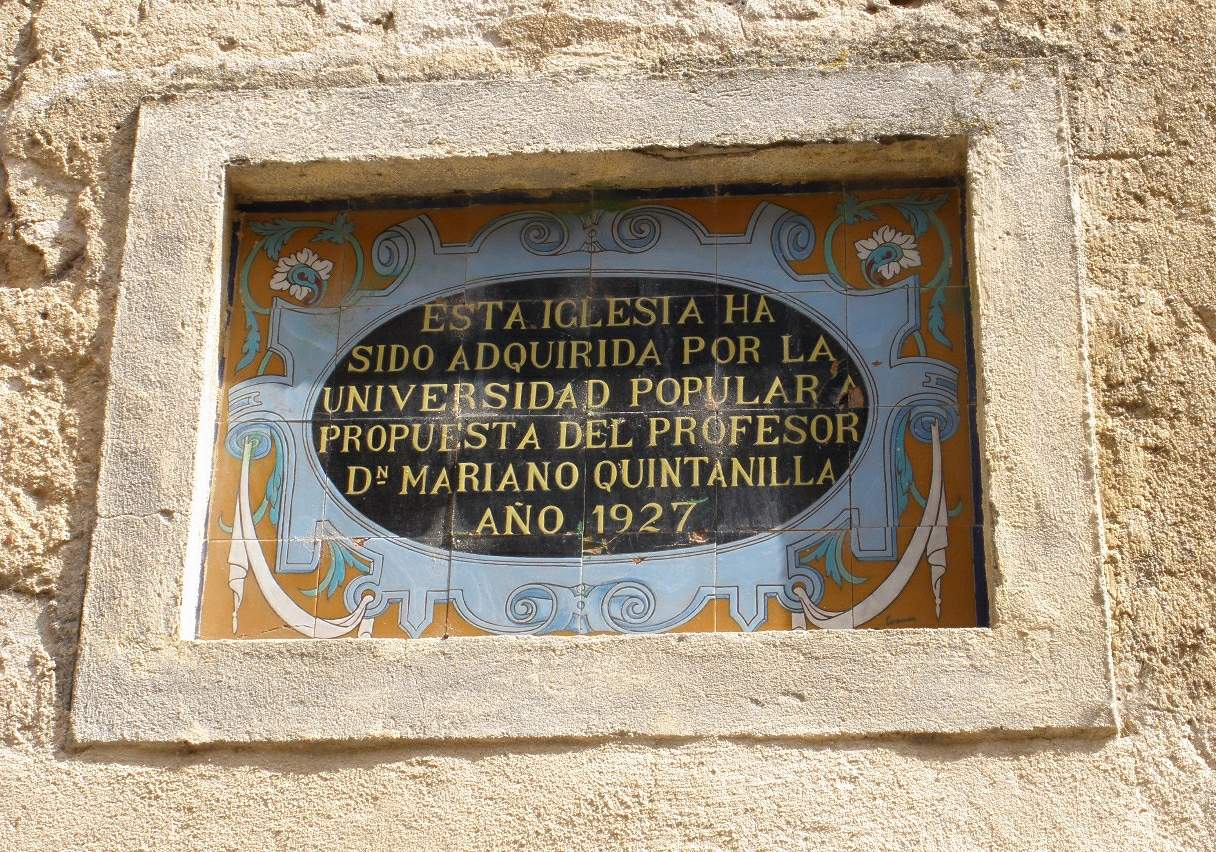
Placa de rajoles recordant la recuperació i restauració a càrrec de la Universitat Popular.

Seguint el plànol i l'estudi de Cabello Dodero, que la va restaurar, publicat a "Universitat i Terra" (any 1, núm. 4, octubre-desembre, 1934), es percep amb claredat l'analogia de la seva planta amb la de Sant Nicolau . L'originalitat la defineix la posició de la torre, al costat del cos rectangular de l'absis i el fet que sota aquesta torre hi hagués una capella amb el seu propi absis i la portada a l'exterior i sense comunicació amb l'església. De tot això, l'arquitecte dedueix que es tracta de dos edificis, semblants en època i estil, més antic el de l'església, a la qual després s'hi va afegir la torre amb la capella independent.
Així, la primitiva església de San Quirce, amb la seva única portada oberta al costat del Migdia i l'absis mirant a l'Est, es va veure acompanyada, anys després, per l'alta torre (després truncada) sobre una capella de planta quadrada i absis semicircular, amb portada al mur de Ponent i finestra en aquest absis. En època encara antiga, la capella va ser dividida en tres habitacions superposades, cadascuna amb una finestra al Sud, amb banquetes a l'espessor del mur. En un dels murs d'aquesta capella queden restes de la làpida funerària del segle xiii, per a l'enterrament de l'esposa d'un Martínez.
Ja en època moderna es va edificar una petita casa a l'angle entre la torre i la porta de l'església que va amagar així el primitiu pòrtic del temple. La reconstrucció del conjunt (1927), en contra del desig de Cabello Dodero i la junta de la Universitat Popular (que va adquirir l'edifici), va respectar aquest petit afegit i el va reparar, instal·lant-hi les dependències administratives de la institució docent. Després, en 1933, es va habilitar el cos adossat al mur Nord per a despatxos i la Biblioteca Pública (depenent de la Biblioteca Nacional de Madrid).

### El Quirze de Sant Quirce
Ildefonso Rodríguez, en un estudi publicat a El Avanzado de Segovia, de data 6 de desembre de 1927, i després de repassar l'existència de diferents Quirces de llarg a llarg de la península ibèrica, relata que el temple de Sant Quirce de Segòvia ja és esmentat en relació amb un Diego Enríquez del Castillo, amb casa a la parròquia de Sant Quirce i enterrat a la seva església.
Pel que fa al sant, es coneixen tres Quiriacs (Ciriacs), quatre Quiricos i un Quirici, que va morir per plorar durant el martiri de la seva mare, assassinat amb brutalitat pel mateix jutge que vigilava el compliment de la sentència de martiri. Va passar a Tars de Cilícia l'any 303.